# 约翰·古纳
约翰·古纳（英語：John Goodnow，1858年6月29日—1907年12月7日），是美国的外交官、商人，曾担任驻上海总领事。